# Comité Paralímpico Austríaco
El Comité Paralímpico Austríaco (en alemán: Österreichisches Paralympisches Committee) es el comité paralímpico nacional que representa a Austria. Esta organización es la responsable de las actividades deportivas paralímpicas en el país. Es miembro del Comité Paralímpico Internacional y del Comité Paralímpico Europeo.